# Compressidens ophiodon
Compressidens ophiodon är en blötdjursart som först beskrevs av Dall 1881.  Compressidens ophiodon ingår i släktet Compressidens, ordningen Gadilida, klassen tandsnäckor, fylumet blötdjur och riket djur. Inga underarter finns listade i Catalogue of Life.